# Mignovillard-Petit-Villard
Mignovillard-Petit-Villard est une ancienne commune française du Jura ayant existé de 1966 à 1973. Elle a été créée en 1966 par la fusion des communes de Mignovillard et de Petit-Villard. En 1973 elle a fusionné avec les communes d'Essavilly et de Froidefontaine pour former la nouvelle commune de Mignovillard.